# Parque Acuático Xocomil
Xocomil, es un parque acuático con temática de la civilización maya en Guatemala. Está localizado en el municipio de San Martín Zapotitlán del Departamento de Retalhuleu en el suroeste del país. Fue fundado el 15 de noviembre de 1997. Este parque fue galardonado como "Mejor parque acuático del Mundo" en la categoría de innovación por la World Waterpark Association (Asociación Mundial de Parques Acuáticos) en 1998, y en 2008 fue nombrado como "Parque del Año" por la revista Amusement Today, una revista importante para la industria de la diversión. 
Es el parque de atracciones acuático más grande y visitado del país. El parque cubre un área de 77,300 m³ y está diseñado temáticamente alrededor de una recreación de las pirámides mayas . El parque Xocomil junto al Gran Parque de Diversiones Xetulul son los más grandes y más visitados por turismo local y extranjero. Tiene una capacidad para recibir a 8,500 visitantes.

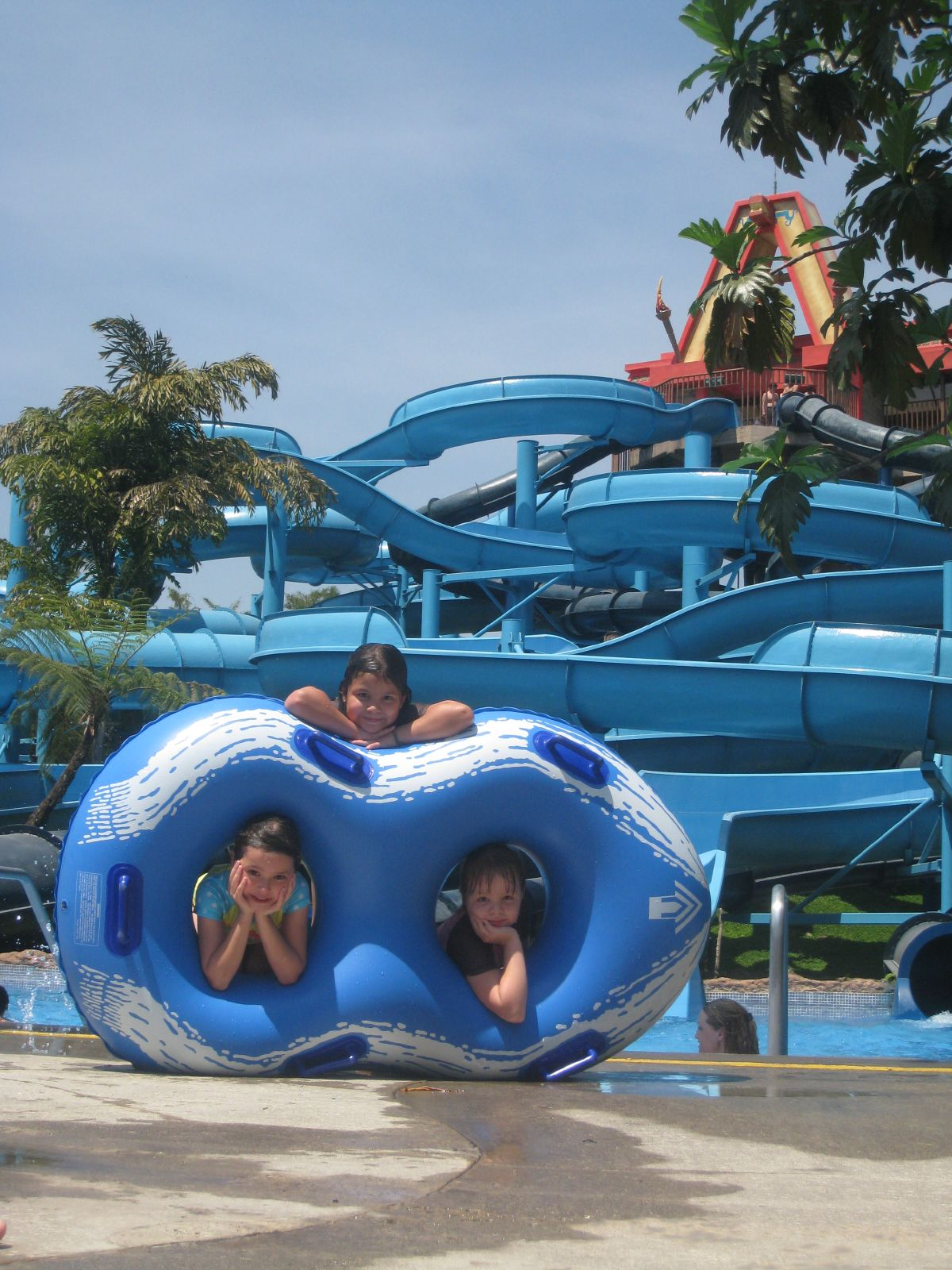
Juego acuático "Nido de Serpientes".

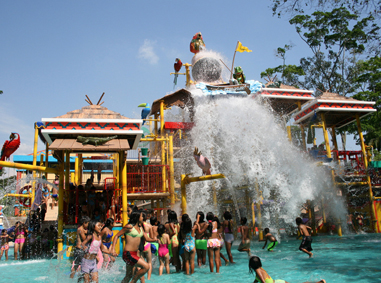
El Chaparron

## Atracciones
Xocomil cuenta con un total de 16 Atracciones las cuales son:
| Nombre                              |
| ----------------------------------- |
| Piscina Interactiva de Adolescentes |
| Piscina Interactiva de Niños        |
| Piscina El Aguajal I                |
| Piscina El Aguajal II               |
| Cotoplash                           |
| Caída Rápida Xibalba                |
| Tobogán Familiar Mululja            |
| Tamagás                             |
| Vuelta del Jaguar                   |
| El Chaparrón                        |
| El Regresón                         |
| El Caracol                          |
| El Samalá                           |
| Rápidos de Xocomil                  |
| Río Tumalá                          |
| Nido de Serpientes                  |

### Asistencia
La siguiente tabla presenta los datos de asistencia de Xocomil:
| Año  | Asistencia Total |
| ---- | ---------------- |
| 2017 | 738 617          |
| 2018 | 840 498          |
| 2019 | 894 345          |
| 2020 | 120 833          |
| 2021 | 318 992          |
| 2022 | 889 652          |

## Reconocimientos del Parque Acuático Xocomil

### World Water Park Awards 1998

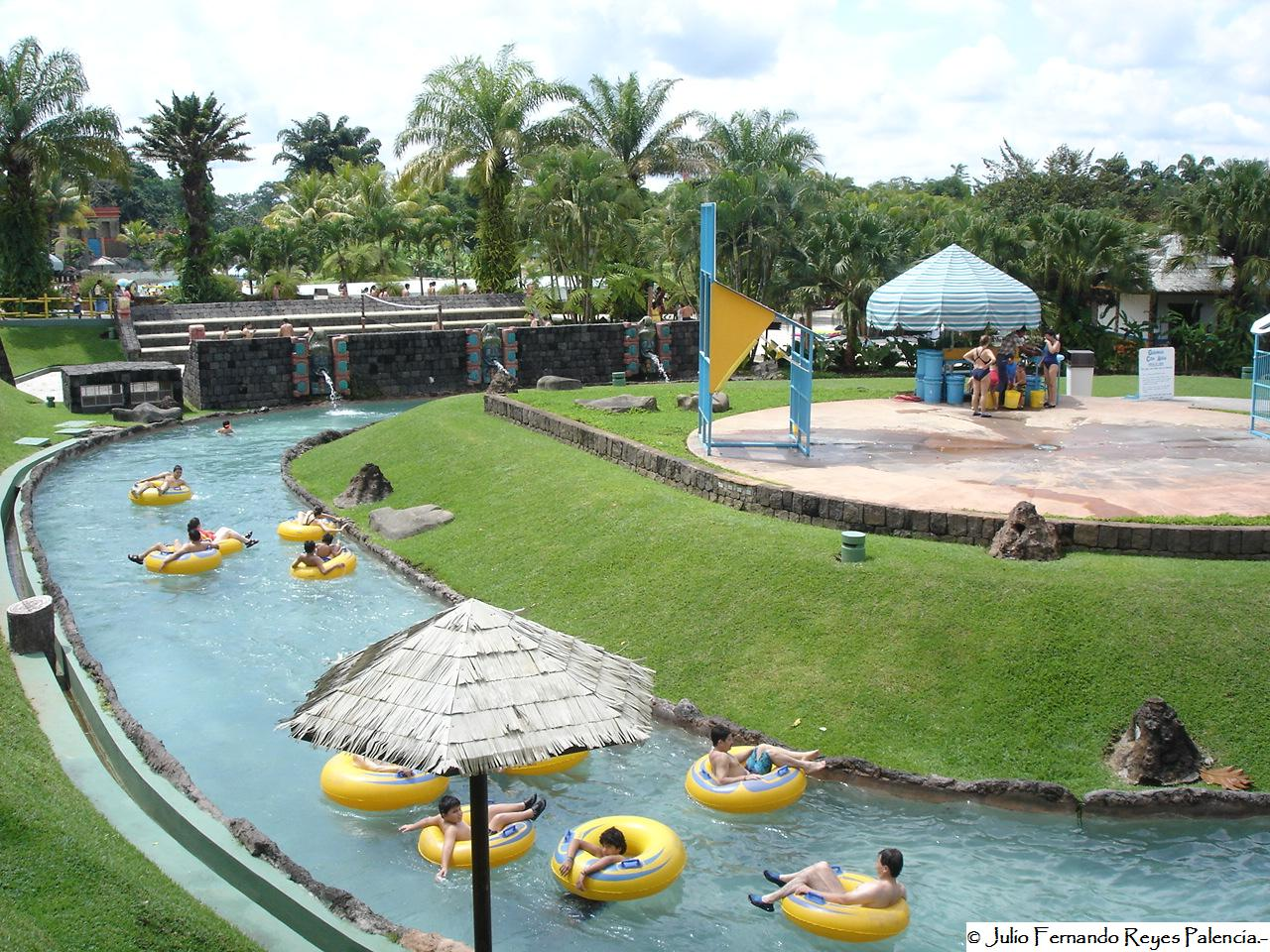
Vista del Parque

La asociación de parques acuáticos premio a Xocomil en la categoría del mejor parque en innovación además fue el primer premio internacional que logra ganar un parque latinoamericano

### Golden Ticket Awards  2008
El golden ticket awards es otorgado por la revista  Amusement Today es uno de los premios más importantes para los parques de diversiones en este premio hay diferentes categorías.  Xocomil en 2008  ganó el premio al Parque del año  con un 26 % en las votaciones.

## Véase también

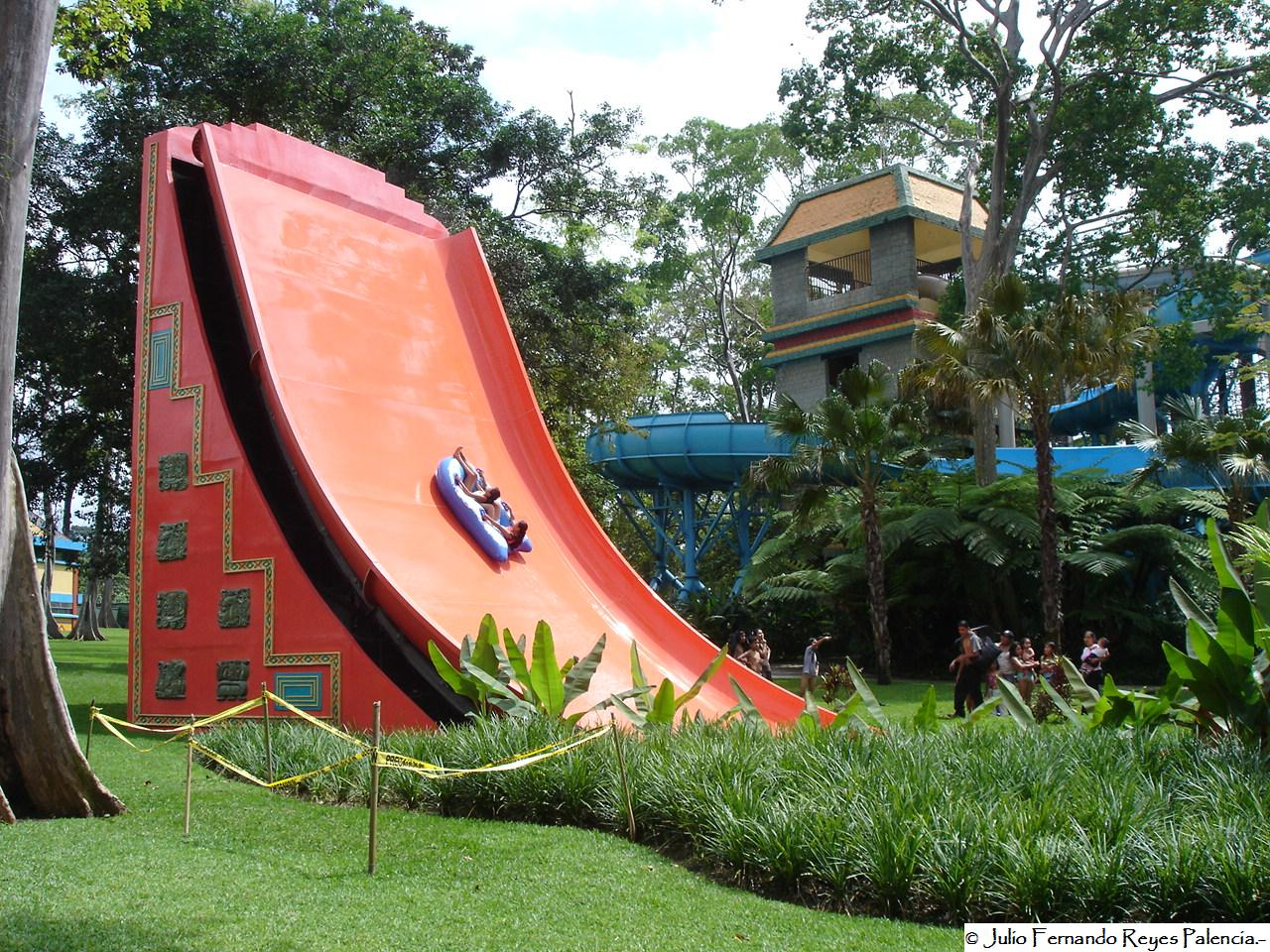
Atracción El Regresón en Xocomil